# Liko
Liko AB — шведская компания, разрабатывает и производит мобильные и стационарные подъемники для пациентов, а также связанные с ними стропы и другие подъёмные аксессуары для клиентов в секторе здравоохранения. Большая часть продукции Liko реализуется за пределами Швеции, в основном, в Европе, Северной Америке и Океании.
По некоторым данным, Liko контролирует 15-20 % мирового рынка в своем сегменте.
Компания Liko была основана в 1979 году Гуннаром Лильедалом.
В октябре 2008 года Liko была приобретена глобальной группой медицинских технологий Hill-Rom почти за 1,3 миллиарда долларов. Головной офис Liko в Альвике за пределами Лулео, Норрботтен, тогда был назван «глобальным центром знаний по подъёму и перемещению пациентов». Hill-Rom насчитывает более 6 000 сотрудников, котируется на NYSE и имеет штаб-квартиру в Бейтсвилле, штат Индиана, США. Причиной приобретения был назван более широкий и дополняющий портфель продуктов. С покупкой Liko, Hill-Rom смогла предложить продукты, востребованные пациентами: кровати, матрасы, подъемники, стропы, мебель и т. д.